# Alfred Heurich
Alfred Heurich (* 3. Februar 1883 in Metz; † 12. April 1967 in Rosenheim) war der Erfinder des Faltbootes in Form eines Kajaks.

## Leben

### Familie und Jugend, 1883–1903
Alfred Heurich war ein Sohn von Candidus Heurich (1845–1937) und Anna Heurich geb. Deve (1852–1930). Der Vater siedelte sich nach dem Deutsch-Französischen Krieg in Metz an und war dort Stadtrat und Besitzer zweier Apotheken. Dort kam 1883 der gemeinsame Sohn Alfred zur Welt.
Schon als Siebenjähriger baute Alfred Heurich Holzboote mit flachem Boden, ab 1895 Kajaks. 1897 begann Heurich, sein erstes zerlegbares Faltboot Pfiffikus aus Bambusstäben und Segeltuch zu bauen. Die erste Fahrt damit führte er am 21. Oktober 1897 auf der Mosel zwischen Metz und Diedenhofen durch. Das Boot war vier Meter lang und 85 cm breit.

### Studium 1903–1909
1903 verließ er Metz zum Architekturstudium an der Technischen Hochschule München. Inspiriert durch ein Kajak der Eskimos, das er im Münchener Völkerkundemuseum gesehen hatte, beschloss er, ein Rennboot zu bauen. Am 30. Mai 1905 erregte er dadurch Aufmerksamkeit, dass er mit dem etwa 4,50 Meter langen und rund 50 cm breiten Boot Luftikus die Isar zwischen Bad Tölz und München befuhr. Das zerlegbare Boot hatte er innerhalb dreier Wochen aus Werkstoffen im Wert von 30 Mark gebaut. Für die Strecke brauchte er fünf Stunden, drei Mal geriet er während der Fahrt in große Bedrängnis. Im selben Jahr gründete er in Rosenheim den ersten Faltbootklub und stellte ein Faltboot-Lehrbuch fertig.
Ab 1906 arbeitete er gemeinsam mit seiner späteren Frau Karoline Maria Dutz (1885–1940) an einem verbesserten Modell. 1907 stellte er den Bootstyp Delphin fertig. Dieses bestand im Gegensatz zum Modell Luftikus aus Eschenholz und Leinwand und wies eine höhere Eigenstabilität auf. Heurich soll mit Dutz in einem Boot dieses Typs über 100.000 Kilometer zurückgelegt haben, ohne zu kentern.
Im selben Jahr, 1907, verkaufte er die Lizenz für die Alleinfabrikation des Delphin an Johann Klepper, einen Rosenheimer Schneidermeister und Händler von Sportartikeln. Dieser produzierte das Boot fortan in Serie. Das Verhältnis zu Klepper verschlechterte sich in den folgenden Jahren massiv. Heurich beklagte sich öffentlich über die Vernachlässigung der Sicherheitsaspekte. Noch 1953 habe er in Aufzeichnungen vermerkt, dass Klepper „immer der Nutznießer“ gewesen sei, er hingegen der „Dummgläubige.“ Klepper selbst werde „als Erfinder vermarktet“, Heurich nicht als eigentlicher Erfinder genannt. An der erfolgreichen Vermarktung des von ihm entwickelten Faltbootes konnte er nicht profitieren. Als Folge verfeindeten sich Klepper und Heurich.

### Architekt, 1909–1967
Ab 1909 arbeitete Heurich als Architekt in Brüssel, ab 1911 hielt er sich in Metz auf und ab 1913 in Weißenfels.
1923 zog er nach Rosenheim.
Heurich war in zweiter Ehe verheiratet  mit Maria Schoissengeier (* 1900).
1930 wurde ihm auf der Abschlussveranstaltung der 10. Isar-Regatta von Franz Reinicke die Ehrennadel des Deutschen Kanu-Verbandes verliehen.
Heurich schätzte den Journalisten Carl Joseph Luther, der nach seiner Ansicht viel zur Verbreitung des Faltbootsports beitrug. Zusammen mit seiner Frau entwickelte er die so genannte „Paddel-Heilweise“. Diese Therapieform besteht aus „angepaßter Ernährung mit bewußter Atemtechnik und sportlichem Paddeln“. Diese Naturheilmethode soll sowohl Konrad Adenauer als auch Papst Johannes XXIII. empfohlen worden sein. 1947 wurde das 50. Jubiläum der ersten Fahrt gefeiert.
Heurich starb 1967 im Alter von 84 Jahren in Rosenheim.

## Nachleben
Die Stadt Rosenheim benannte ihm zu Ehren eine Straße in Alfred-Heurich-Straße.
Im Herbst 1982 sollte versehentlich das Grab Heurichs und seiner ersten Frau eingeebnet werden, was durch den Friedhofsverwalter verhindert werden konnte. Die Patenschaft für das Grab wurde darauf vom Rosenheimer Kajakklub übernommen. 1983 entdeckte ein Gastwirt auf seinem Dachboden Fragmente von Heurichs Modell Delphin, aus denen ein komplettes Exemplar zusammengesetzt werden konnte. Dieses wurde im Holztechnischen Museum von Rosenheim ausgestellt.

## Schriften
Heurich war Autor mehrerer Bücher zum Thema Faltboot. Neben dem von einigen Kritikern recht gut aufgenommenen Buch Des Silberfischleins Abenteuer erstellte er eine 24-bändige Sammlung eines Wasserführers mit Streckenkarte.
- Im Faltboot (1906)
- Das Kajak-Faltboot (1923)
- Inn (1924)
- Vom Lehrling zum Meisterangler (1925)
- Wildwasserfahrten im Kajak-Faltboot (1925)
- Des Silberfischleins Abenteuer (1927)